# Aphanocalyx trapnellii
Aphanocalyx trapnellii là một loài thực vật có hoa trong họ Đậu. Loài này được (J.Leonard) Wieringa miêu tả khoa học đầu tiên.